# ثلاثيات الفروع
ثلاثيات الفروع (الاسم العلمي: Tricladida) هي رتبة من الحيوانات تتبع طائفة حاملات الربيدات.

## التصنيف
- أليفات القارات
  - المستورقات
    - المستورقة